# Рой Сурьо
Кандженг Раден Мас Туменгунг Рой Сурьо Нотодипроджо индон. Kanjeng Raden Mas Tumenggung Roy Suryo Notodiprojo), более известный как Рой Сурьо (индон. Roy Suryo) — индонезийский политический деятель. Министр по делам молодёжи и спорта Индонезии (2013—2014). Член Демократической партии.

## Биография
Родился 18 июля 1968 года в городе Джокьякарта. Окончил факультет массовых коммуникаций Университета Гаджа Мада. Также обучался в Индонезийском институте искусств в Джокьякарте.
Был депутатом Совета народных представителей от особого округа Джокьякарта. В 2013 году президент Сусило Бамбанг Юдойоно назначил Роя Сурьо министром по делам молодёжи и спорта в своём кабинете. На этом посту Рой сменил Анди Малларангенга, обвинённого в коррупции.

## Награды
- Орден Звезды Махапутра 2 степени[2]

## Семья
Жену Роя Сурьо зовут Исмариндаяни Приянти (индон. Ismarindayani Priyanti). 